# Sân bay quốc tế Damas
Sân bay quốc tế Damas (tiếng Ả Rập, مطار دمشق الدولي) (IATA: DAM, ICAO: OSDI) là một sân bay ở Damas, thủ đô của Syria. Được chính thức khai trương giữa thập niên 1970, đây là sân bay quốc tế tấp nập nhất của Syria. Năm 2004, có 3,2 triệu lượt khách thông qua sân bay này. Hiện sân bay đang được nâng cấp mở rộng với việc xây thêm một nhà ga mới.

## Các hãng hàng không và các tuyến điểm
- Aeroflot (Moscow-Sheremetyevo)
- Air Algérie (Algiers)
- Air Arabia (Sharjah)
- Air France (Paris-Charles de Gaulle)
- Alitalia (Milan-Malpensa, Rome-Fiumicino)
- Austrian Airlines (Vienna)
- bmi (Ankara, London-Heathrow)
- Caspian Airlines (Tehran-Imam Khomeini)
- Conviasa (Caracas, Tehran-Imam Khomeini)
- Cyprus Airways (Larnaca)
- Czech Airlines (Prague)
- EgyptAir (Cairo)
- Emirates (Dubai)
- Eram Air (Tehran-Imam Khomeini)
- Etihad Airways (Abu Dhabi)
- Gulf Air (Bahrain)
- Iran Air (Tehran-Imam Khomeini)
- Iraqi Airways (Baghdad, Basra)
- Jazeera Airways (Kuwait)
- Kish Air (Tehran-Imam Khomeini)
- Kuwait Airways (Kuwait)
- Libyan Airlines (Benghazi, Tripoli)
- Mahan Air (Tehran-Imam Khomeini)
- Malev Hungarian Airlines (Budapest)
- Qatar Airways (Doha)
- Royal Jordanian (Amman)
- Saudi Arabian Airlines (Jeddah, Riyadh)
- Sham Wings Airlines (Baghdad, Sharm el-Sheikh)
- Sudan Airways (Khartoum)
- Syrian Arab Airlines (Abu Dhabi, Aleppo, Algiers, Amsterdam, Athens, Barcelona, Beirut, Berlin-Schönefeld, Brussels, Bucharest-Otopeni, Cairo, Casablanca, Copenhagen, Dammam, Deir El Zor, Delhi, Doha, Dubai, Frankfurt, Istanbul-Atatürk, Jeddah, Kameshli, Karachi, Khartoum, Larnaca, Lattakia, London-Heathrow, Madrid, Manchester, Marseille, Milan-Malpensa, Moscow-Sheremetyevo, Munich, Paris-Orly, Riyadh, Rome-Fiumicino, Sana'a, Sharjah, Stockholm-Arlanda, Tehran-Imam Khomeini, Tripoli, Vienna)
- Taban Air (Tehran-Imam Khomeini)
- Tunisair (Tunis)
- Turkish Airlines (Istanbul-Atatürk)
- UM Airlines (Kiev-Boryspil)
- Yemenia (Sana'a)

### Các hãng vận tải hàng hóa
- Cargolux (Manila, Sharjah)